# روب شراب
روبي كريستوفر شراب (من مواليد 12 نوفمبر 1969) هو مؤلف وممثل وكوميدي وكاتب ومنتج سينمائي وتلفزيوني أمريكي. وهو مؤلف الكتاب الهزلي سكود: القاتل المتاح: ، وشارك في تأليف الفيلم الروائي المنزل المتوحش .
تخرج من معهد ميلووكي للفنون والتصميم .
قام بإخراج ثلاثة مواسم من برنامج سارة سيلفرمان وحلقات من مستشفى الأطفال ، وولاية بلو ماونتين ، والمجتمع ، مسلسل الحدائق والمنتزهات ، ومشروع ميندي ، ومدمني العمل ، والموسم الثاني من إعادة تمهيد نتفلكس لمسرح العلوم الغامضة 3000 .

## السينما والتلفزيون
كتب شراب وشريكه في الكتابة منذ فترة طويلة دان هارمون فيلم روائي طويل عام 2006 المنزل المتوحش ، أعادت كتابته باميلا بيتلر لاحقًا . لقد كتبوا الفيلم بناءً على عرض قدموه في الأصل عام 1998. كانت هذه أول صفقة مميزة لـ هارمون و شراب وبدأت حياتهما المهنية في مجال صناعة الأفلام. واصل التعاون مع دان هارمون ، في إخراج حلقات متعددة من كوميونتي .
كان من المقرر أن يحتفل شراب بظهوره الإخراجي الطويل مع فيلم ليجو  لكنه ترك المشروع في فبراير 2017. تم استبداله بمايك ميتشل كمخرج في نفس الشهر. ،  ويعمل حاليا في إخراج حلقات مع دان هارمون لمسلسل ريك ومورتي على أدلت سويم .

## روابط خارجية
- الموقع الرسمي
- روب شراب في قاعدة بيانات الأفلام على الإنترنت
- روب شراب في القناة 101